# Corethrella alticola
Corethrella alticola är en tvåvingeart som beskrevs av John Lane 1939. Corethrella alticola ingår i släktet Corethrella och familjen Corethrellidae. Inga underarter finns listade i Catalogue of Life.